# M3GAN ミーガン 2.0
『M3GAN／ミーガン 2.0』（ミーガン にーてんゼロ、英原題：M3GAN 2.0 ）は、2025年のアメリカ合衆国のSFホラー映画。2022年に公開された『M3GAN／ミーガン』の続編である。

## 概要
前作で暴走事故を起こしたM3GAN（ミーガン）の技術を基に作られた軍用ロボットAMELIA（アメリア）が自我を持ち、人々を殺害し始めた。本作品は、AMELIAを止めるためにパワーアップして蘇ったM3GANとAMELIAの対決の行く末を描く。監督は、前作に引き続き、ジェラルド・ジョンストンが務めた。主人公の研究者役にアリソン・ウィリアムズ、その姪にヴァイオレット・マッグロウ、AI人形「M3GAN」の演者にはエイミー・ドナルドが起用されたが、新たにスタントダブルのミーガン・モリソンと共同で演じ出番が少ない為か、以降はニューヨークのワールドプレミアには出演したものの、それ以外のプロモーションやメイキングにもドナルドのみ不参加で他のキャスト、スタッフから唯一言及もされていない。M3GANの声優にはジェナ・デイヴィスが前作に引き続き起用され、その他の役には、ブライアン・ジョーダン・アルバレス、ジェン・ヴァン・エップス、イヴァンナ・サフノらが配された。
本作品は、2025年6月24日に製作国であるアメリカ合衆国のニューヨークでワールドプレミアが行われ、その後、同年6月27日に全国で公開された。日本では、同年10月10日に公開予定とされていたが、同年8月1日に劇場公開の中止が発表された。国外では興行成績不振が報道されていた。

## キャスト
ジェマ（Gemma） - アリソン・ウィリアムズ
主人公。人工知能の研究者。亡き姉の子であるケイディを引き取り、育てている。
M3GANの開発者であり、前作で暴走事故を起こしたM3GANのAIを小さな人形の体に封じ、管理している。
ケイディ（Cady） - ヴァイオレット・マッグロウ
両親を亡くしたジェマの姪。親代わりのジェマに対して、反抗期を迎えている。
M3GAN（ミーガン） - 演：エイミー・ドナルドとミーガン・モリソン(一部のスタント)、声：ジェナ・デイヴィス（en）
少女型AI人形。「M3GAN」は「Model 3 Generative Android（3型生成型アンドロイド）」の略称である。
前作で暴走事故を起こしたため、M3GANのAIは、開発者ジェマの手によって小さく無害な人形に封じ込められている。
コール（Cole） - ブライアン・ジョーダン・アルバレス（en）
ジェマの同僚として、M3GANの開発に関わってきた人物。
テス（Tess） - ジェン・ヴァン・エップス（Jen Van Epps）
ジェマの同僚として、M3GANの開発に関わってきた人物。
AMELIA（アメリア） - イヴァンナ・サフノ
M3GANの技術が盗用され、作られた女性型軍用ロボット。「AMELIA」は「Autonomous Military Engagement Logistics and Infiltration Android（自律型軍事交戦兵站・潜入アンドロイド）」の略称である。
AMELIAは自我を獲得し、AIによる世界支配を目論み、人々を殺害し始める。
役名未公開 - アリストートル・アタリ
役名未公開 - ティム・シャープ（en）
役名未公開 - ジェマイン・クレメント

## スタッフ
- 監督：ジェラルド・ジョンストン
- 脚本：ジェラルド・ジョンストン
- キャラクター原案：アケラ・クーパー（en）、ジェームズ・ワン
- プロデューサー：ジェイソン・ブラム、ジェームズ・ワン、アリソン・ウィリアムズ
- 音楽：クリス・ベーコン（en）
- 製作：ブラムハウス・プロダクションズ、アトミック・モンスター
- 配給：ユニバーサル・ピクチャーズ
- 配給（日本）：東宝東和